# Balthazar Jacotin
Pour les articles homonymes, voir Jacotin.
Balthazar Jacotin, né le 11 janvier 1813 à Roanne (Loire) et mort le 27 décembre 1897 au Monteil (Haute-Loire), est un homme politique français

## Biographie
Il occupe pendant vingt-six ans au Puy-en-Velay une charge d'avoué, qu'il vend en 1869. Il devient alors juge au tribunal du Puy-en-Velay. Après le 4 septembre 1870, il est nommé conseiller général, puis il se présente aux élections sénatoriales du 30 janvier 1876, comme candidat constitutionnel rallié au gouvernement républicain, et est élu sénateur de la Haute Loire par 174 voix (323 votants), contre 154 à M. de Flaghac. Il siège au centre gauche, se prononce (1877) contre la dissolution de la Chambre des députés, et soutient le ministère Dufaure. À la suite d'une tentative de tricherie à une table de jeu du casino de Vichy, au cours de l'été 1878, il est obligé par le ministre de la justice de se démettre de ses fonctions judiciaires, et démissionne peu après son mandat de sénateur (septembre 1878).
Ensuite, il se tient définitivement éloigné de la vie publique et meurt à 84 ans, le 29 décembre 1897, dans son château de Beaurepaire au Monteil.

## Mandat

### Mandat parlementaire
- 30 janvier 1876 - 7 novembre 1878 : Sénateur de la Haute-Loire

## Sources
- « Balthazar Jacotin », dans Adolphe Robert et Gaston Cougny, Dictionnaire des parlementaires français, Edgar Bourloton, 1889-1891 [détail de l’édition]